# Serrat de Porredon (Lladurs)
|  | Aquest article tracta sobre el Serrat de Porredon de Lladurs. Vegeu-ne altres significats a «Serrat de Porredon (Coll de Nargó)». |

El Serrat de Porredon és una muntanya de 854,6 metres que es troba al municipi de Lladurs, a la comarca catalana del Solsonès.